# Hugo Sosa
Hugo Ranulfo Sosa Franco (26 de novembro de 1970) é um ex-futebolista profissional paraguaio que atuava como atacante.

## Carreira
Hugo Sosa representou a Seleção Paraguaia de Futebol nas Olimpíadas de 1992.